# Königlicher Marstall (Dresden)

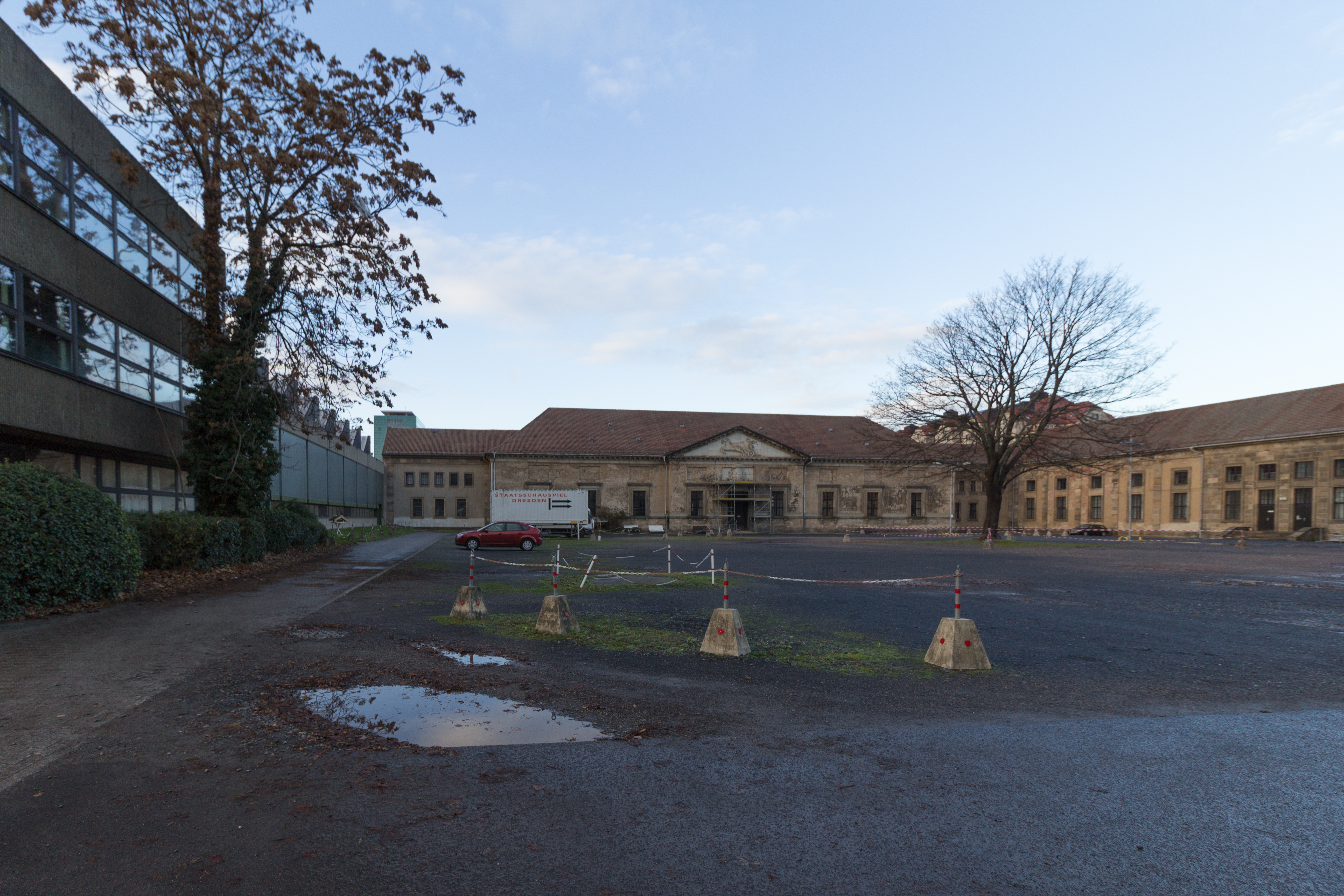
Marstallgelände

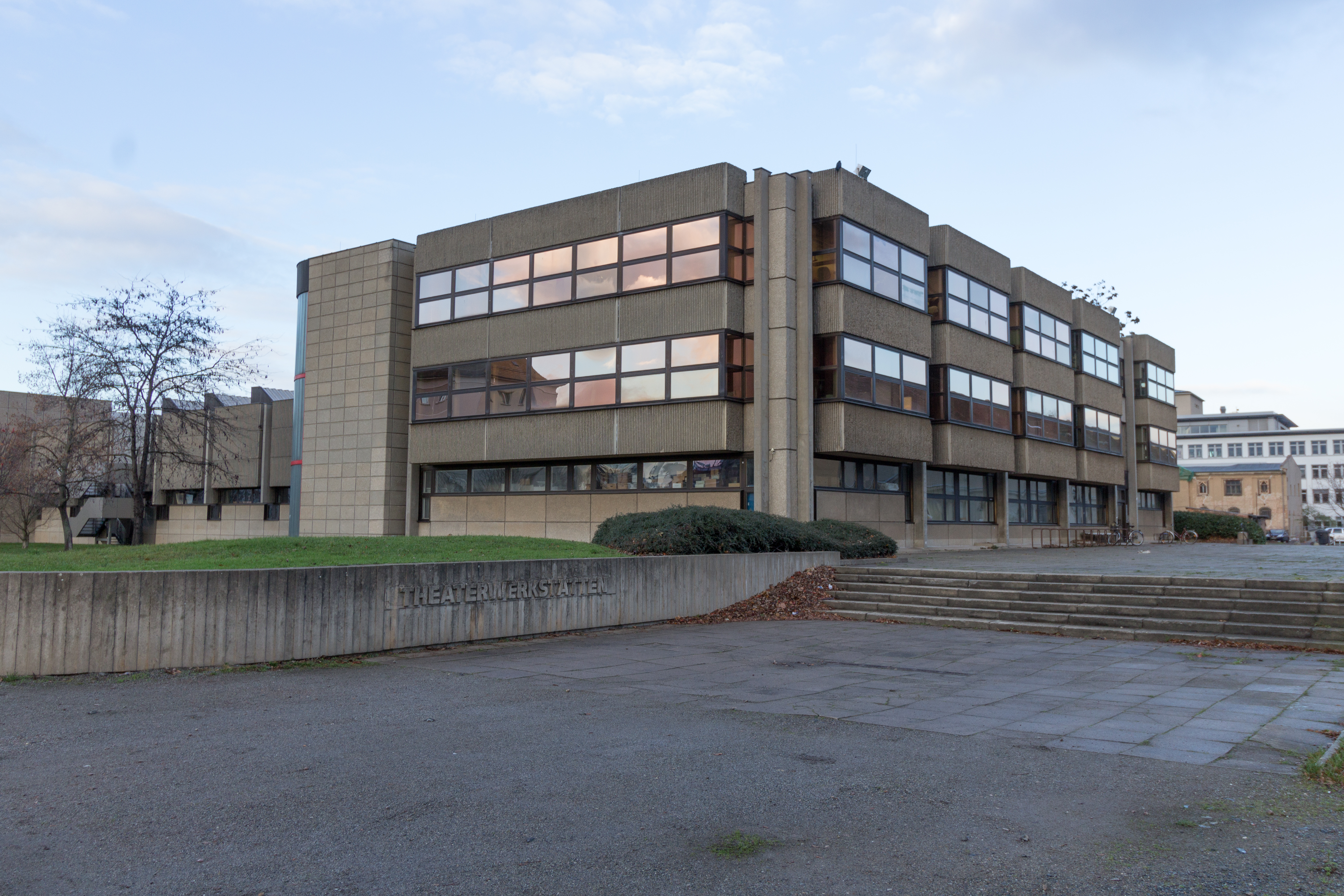
Theaterwerkstätten am Eingang Ostra-Allee

Der Königliche Marstall war eine vierflügelige Stallanlage in Dresden in der Wilsdruffer Vorstadt. Begrenzt war die Anlage durch die Ostra-Allee, Devrientstraße und Am Zwinger. In unmittelbarer Nähe befanden sich Der Herzogin Garten und der Zwinger.
Von 1745 bis 1748 wurde der Marstall für die Unterbringung der Pferde gebaut, da die alte Stallanlage im Johanneum für die Unterbringung der Gemäldegalerie umgebaut wurde. Von 1794 bis 1795 fügte Christian Traugott Weinlig im klassizistischen Stil die Reithalle an. Dieser eingeschossige Nordwestflügel in einfachen und strengen architektonischen Formen war 80 Meter lang und 20 Meter breit. Die Pfeiler sind durch Lisenen gegliedert. Zur Hofseite war die Reithalle über den Fenstern und im Giebel mit Reliefs von Franz Pettrich verziert. Unter anderem mit einem großen flache Sandsteinrelief, der ein antikes Zweigespann darstellt.
Im Jahr 1832 gestaltete Joseph Thürmer die Seitenflügel und die Front zum Zwingerteich um. Im Jahr 1925 kamen Pläne auf, den Marstall zu einem Museumskomplex für die Dresdner Naturwissenschaftlichen Museen umzubauen. Diese Pläne wurden nicht verwirklicht. Bei den Luftangriffen auf Dresden im Februar 1945 wurde der Marstall teilweise zerstört. Das nach 1950 von Gerhard Guder wiederaufgebaute Gebäude wurde in die Theaterwerkstätten der Semperoper und des Schauspielhauses eingebunden.